# Nord-Sel
Nord-Sel is een plaats in de Noorse gemeente Sel, provincie Innlandet. Nord-sel telt 585 inwoners (2007) en heeft een oppervlakte van 1,31 km².